# VIa. Zivilsenat des Bundesgerichtshofes
Der VIa. Zivilsenat des Bundesgerichtshofs ist ein durch Beschluss des Präsidiums dieses Gerichts vom 21. Juli 2021 mit Wirkung vom 1. August 2021 eingerichteter Hilfssenat des Bundesgerichtshofs.

## Hintergrund
Aufgrund der anhaltend hohen Eingangszahlen in Rechtsstreitigkeiten über Schadensersatzansprüche aus unerlaubten Handlungen, die den Vorwurf einer unzulässigen Abschalteinrichtung bei einem Kraftfahrzeug mit Dieselmotor zum Gegenstand haben (sog. „Diesel-Sachen“), und angesichts der Überlastung des damit bislang in erster Linie befassten VI. sowie des VII. Zivilsenats hat das Präsidium des Bundesgerichtshofs am 21. Juli 2021 beschlossen, mit Wirkung zum 1. August 2021 vorübergehend einen VIa. Zivilsenat als Hilfsspruchkörper einzurichten. Diesem ist die Zuständigkeit in sog. „Diesel-Sachen“ für die ab diesem Zeitpunkt neu eingehenden Verfahren zugewiesen.
Die Einrichtung eines solchen Hilfsspruchkörpers, die das Präsidium des Gerichts selbst vornehmen kann, ist durch § 21e Abs. 3 des Gerichtsverfassungsgesetzes gedeckt. Sie ist auch nicht ungewöhnlich und wurde, zuletzt beim IXa. Zivilsenat des Bundesgerichtshofes und beim Xa-Zivilsenat des Bundesgerichtshofes, bereits mehrfach praktiziert.

## Zuständigkeit
Dem Senat ist die Zuständigkeit in sog. „Diesel-Sachen“, d. h. Rechtsstreitigkeiten über Schadensersatzansprüche aus unerlaubten Handlungen, die den Vorwurf einer unzulässigen Abschalteinrichtung bei einem Kraftfahrzeug mit Dieselmotor zum Gegenstand haben, für die ab dem 1. August 2021 neu eingehenden Verfahren zugewiesen (für Eingänge bis 31. Juli 2021 GVP 2021 VII. Zivilsenat Nr. 7).

## Besetzung
Dem Senat gehören an (Stand Januar 2024)
Vorsitzende: Richterin am Bundesgerichtshof Claudia Fischer
Stellvertretende Vorsitzende: Richterin am Bundesgerichtshof Praxedis Möhring
Beisitzende Richter(innen): Richterinnen und Richter am Bundesgerichtshof Antje Krüger, Gero Götz, Hartmut Rensen, Annette Wille, Carmen Vogt-Beheim Michael Liepin und Matthias Katzenstein.